# Kalala Ntumba
Kalala Ntumba (Congo Belga, 7 de janeiro de 1949), foi um jogador da seleção de futebol do Zaire (atual República Democrática do Congo) em 1974, na primeira e única vez em que Zaire se classificou para uma Copa do Mundo FIFA.